# HD 129899
HD 129899 är en variabel stjärna av typen Alfa2 Canum Venaticorum (ACV) i Paradisfågelns stjärnbild..
Stjärnan varierar i visuell magnitud mellan +6,46 och 6,47 med en period av 1,03504 dygn. Den är nätt och jämnt synlig för blotta ögat vid mycket god seeing.